# Cubreobjetos

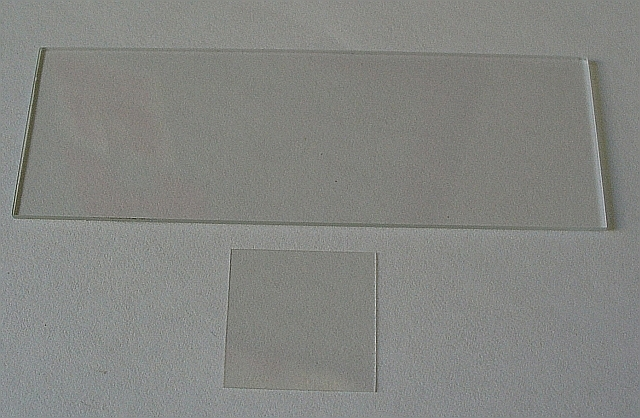
Arriba: portaobjetos en el que se dispone la muestra. Abajo: cubreobjetos que se emplea para cubrir la muestra

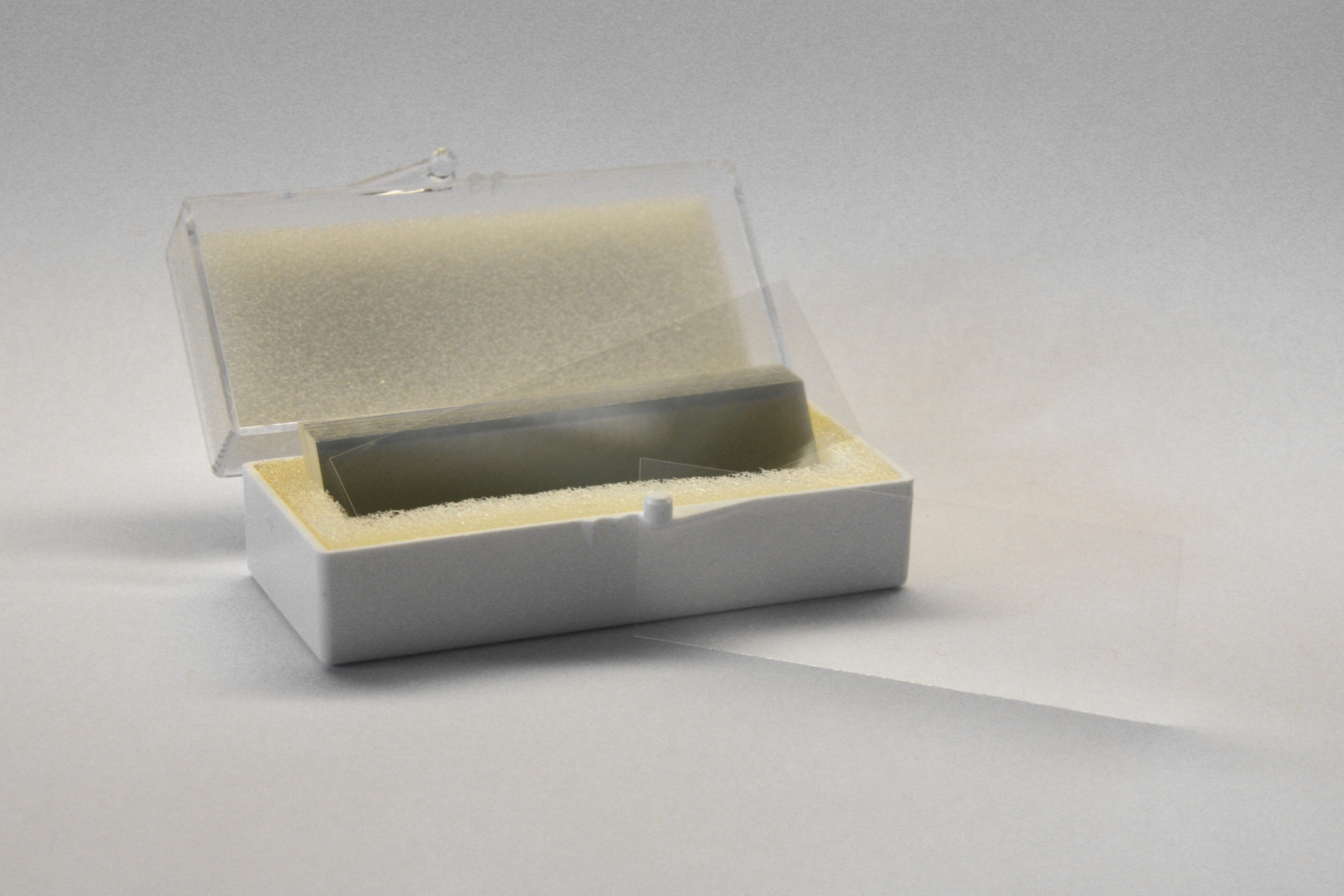
Una caja de 66 cubreobjetos de 24 mm.

Un cubreobjetos es una fina hoja hecha de un material transparente cuadrado (normalmente 20 mm x 20 mm) o rectangular (de 20 mm x 40 mm habitualmente). Se coloca sobre un objeto que va a ser observado bajo microscopio, el cual se suele encontrar sobre un portaobjetos, se suele usar en campos como la química y la biología.

## Materiales
Los cubreobjetos usualmente están manufacturados de vidrio, por ejemplo vidrio de silicato o de borosilicato, aunque además los hay hechos de plásticos especializados. Pueden llegar a usarse cubreobjetos de cuarzo fundido cuando hace falta transparencia ultravioleta, por ejemplo, para microscopía fluorescente. Algunos cubreobjetos pueden llegar a tener una retícula grabada en ellos.

## Dimensiones
Los cubreobjetos se hallan disponibles en una amplia variedad de anchos, largos y espesores. Usualmente poseen un tamaño que encaja bien dentro de los límites del portaobjetos, el cual típicamente mide 25 x 75 mm. Los cubreobjetos cuadrados y los redondos miden usualmente 20 milímetros de ancho o menos. Cubreobjetos rectangulares que miden como máximo hasta 24x60 mm se hallan comercialmente disponibles.
Los cubreobjetos están ampliamente disponibles en varios espesores estándar, identificados por números:
- N.º 0 -  0,085 a 0,13 mm de espesor

- N.º 1 - 0,13 a 0,16 mm de espesor

- N.º 1,5 - 0,16 a 0,19 mm de espesor

- N.º 2 - 0,19 a 0,23 mm de espesor

El espesor del cubreobjetos es crucialmente importante para la microscopía de alta resolución. Los típicos objetivos de microscopio biológico están diseñados para su uso con un cubreobjetos n.º 1,5. El uso de cubreobjetos que se desvíen de este pretendido espesor resultará en aberración esférica  y en una reducción tanto de resolución como de intensidad de imagen. Los objetivos especializados pueden llegar a estar diseñados para su uso sin un cubreobjetos o pueden llegar a tener collares de corrección que permitan acomodar para espesores alternativos de cubreobjetos.

## Sellado
El cubreobjetos se halla a menudo pegado al portaobjetos, con la finalidad de aislar y proteger al espécimen contra la contaminación y la descomposición. Un buen número de selladores se halla en uso, incluyendo selladores comerciales, preparaciones de laboratorio, o incluso esmalte para las uñas , transparente, dependiendo de la muestra. Un sellador libre de solvente que puede ser usado para muestras de células vivas es "valap", una mezcla de vaselina, parafina y lanolina
- Datos: Q902973